# Makce
Makce (en serbe cyrillique : Макце) est un village de Serbie situé dans la municipalité de Veliko Gradište, district de Braničevo. Au recensement de 2011, il comptait 815 habitants.

## Démographie

### Évolution historique de la population
| 1948  | 1953  | 1961  | 1971  | 1981  | 1991  | 2002 | 2011 |
| ----- | ----- | ----- | ----- | ----- | ----- | ---- | ---- |
| 1 837 | 1 852 | 1 805 | 1 624 | 1 519 | 1 282 | 975  | 815  |

|  |